# Aslan
Aslan, "den store løve", er en af de centrale karakterer i Narnia-fortællingerne af C.S. Lewis. Han leder bl.a. de gode i kampene mod det onde, og står således ideologisk overfor især Den Hvide Heks Jadis.
Ordet Aslan kommer fra tyrkisk og betyder løve.
Han er skaber og øverste hersker over Narnia, men han overlader dog oftest den daglige ledelse til kongen / kongerne og dronningen / dronningerne. Han er også en slags "Dyrenes Konge".
Det nævnes i historierne at der kan gå lange tider mellem Aslans besøg i Narnia.
Karekteren Aslan er formodenligt ment som et religiøst og kristen symbol og tegn, da Narnia blandt andet er kendt som en "Kristen Fantasy", en såkaldt fantasy med religiøse temaer og symboler. Aslan kan ses som symbol på Gud, eksempelvis da han i Troldmandens Nevø skaber verdenen og landet Narnia, og i Løven, Heksen og Garderobeskabet kan han ses som et symbol på Jesus, da han frivilligt lader sig henrette af Den Hvide Heks Jadis på stenbordet, men genopstår fordi han er uskyldsren, parallet til Jesus.
Men der er en person som er tænkt som det ægte symbol på Gud, nemlig Kejseren Hinsides Havet (The Emperor-Over-The-Sea), som endda siges at være Aslans fader. Kejseren Hinsides Havet er en mystisk karakter og person i historien. Kejseren Hinsides Havet bliver aldrig "set" i bøgerne, og optræder heller ikke. Han er, og bliver, kun kort omtalt. Han siges også at være fader til "Narnias Messias", som så må være ment som Aslan.
Aslan kan løbe meget hurtigt, og springe så højt som om at han flyver. Han besidder trolddom, og kender til trolddom og magi fra før tidernes morgen. Han har forskellige mirakuløse kræfter, blandt andet Livets Ånde, som han bruger til at genoplive mange af Narnias folk, der er blevet forstenet af Den Hvide Heks Jadis' magi og sat i hendes gård i hendes slot. Han fører dem derefter ud i krig for at hjælpe og gøre Narnias tabende hær større, og stærkere end Den Hvide Heks' Hær og dermed vende slagets gang.
Aslan ejer sin egen hær kaldet: Aslans Hær/Armé (Aslan's Army).